# Seznam ulic v Dvorskách
Seznam ulic v Dvorskách uvádí přehled ulic a veřejných prostranství na území evidenční části obce Dvorska v Brně, která je územně totožná s katastrálním územím Dvorska a tvoří část městské části Brno-Tuřany.

## Seznam
| Název       | Pojmenováno po  | Souřadnice                      | Obrázek | Commons            | RÚIAN | Mapy.cz       |
| ----------- | --------------- | ------------------------------- | ------- | ------------------ | ----- | ------------- |
| Vlčkova     | František Vlček | 49°8′23″ s. š., 16°42′0″ v. d.  |         | Vlčkova (Brno)     | 34631 | stre&id=80303 |
| Výsluní     |                 | 49°8′25″ s. š., 16°41′58″ v. d. |         |                    | 35084 | stre&id=80348 |
| Zapletalova | Josef Zapletal  | 49°8′31″ s. š., 16°42′9″ v. d.  |         | Zapletalova (Brno) | 35343 | stre&id=80374 |